# Тит Юлий Приск
Тит Юлий (Луций) Приск (лат. Titus Iulius (Lucius) Priscus) — римский император-узурпатор в 250 году (в том же году провозгласил себя императором узурпатор Юлий Валент Лициниан), проконсул Македонии и Фракии III века.
Наместник Фракии и Македонии. Во время вторжения готов во Фракию в 250 году находился в городе Филиппополе. После продолжительной осады, Тит, потеряв надежду быть освобожденным армией, провозгласил себя Августом и заключил с готами союз против Деция . Город же был взят и разграблен. После незаконного провозглашения себя императором был объявлен Сенатом врагом государства.
В захваченной после Фракии готами Македонии получил высшую власть.
Есть предположение, что после того как с Децием было покончено, был убит теми же готами, которые больше в его услугах не нуждались. Хотя возможно, что он продолжал быть наместником в Македонии при готах. Но обычно предполагают, что он умер вскоре после Деция.
Можно предположить, что состоял в родстве с Гаем Юлием Приском, и, ввиду этого мог быть назначен наместником во Фракии и Македонии Филиппом Арабом (не позднее 249 года).